# 望疃镇
望疃镇，是中华人民共和国安徽省亳州市利辛县下辖的一个乡镇级行政单位。

## 行政区划
望疃镇下辖以下地区：
望疃村、桥西村、汪大村、双河村、汪桥村、永安村、芦沟村、和谐村、长河村、赵集村、辛沟村、雁沟村、红旗村、丹凤村、刘怀寨村、蒋疃村、刘桥村、蔡桥村、富康村、玉光村和兴旺村。